# Бувин, Борис Петрович
Борис Петрович Бувин (1921—1944) — лейтенант Рабоче-крестьянского Красного Флота, участник Великой Отечественной войны, Герой Советского Союза (1944).

## Биография
Борис Бувин родился в 1921 году в Москве в семье служащего. Получил среднее образование. В 1939 году был призван на службу в Рабоче-крестьянский Красный Флот. Окончил Каспийское высшее военно-морское училище. С 1943 года — на фронтах Великой Отечественной войны. К ноябрю 1943 года лейтенант Борис Бувин был штурманом отдельного отряда кораблей высадки Азовской военной флотилии Отдельной Приморской армии. Отличился во время высадки десантов на Керченском полуострове.
В ночь со 2 на 3 ноября 1943 года, несмотря на сложную навигационную обстановку и отсутствие каких-либо знаков определения, Бувин сумел провести караван с десантом через минные заграждения к месту высадки в районе населённых пунктов Жуковка и Опасная (ныне — в черте Керчи), а затем обеспечил переброску боеприпасов и продовольствия, а также эвакуацию раненых. Когда флагманский корабль подорвался на мине, Бувин принял все меры к спасению его экипажа, перешёл на катер и провёл корабли через пролив к плацдарму. В ночь с 9 на 10 января 1944 года Бувин в ходе очередной высадки десанта на полуостров получил тяжёлое ранение и скончался. Похоронен в Темрюке, на могиле установлен памятник.
Указом Президиума Верховного Совета СССР от 16 мая 1944 года за «образцовое выполнение боевых заданий командования на фронте борьбы с немецко-фашистским захватчиками и проявленные при этом мужество и героизм» лейтенант Борис Бувин  был удостоен высокого звания Героя Советского Союза (посмертно). Также был награждён орденами Ленина, Красного Знамени, Отечественной войны 2-й степени, Красной Звезды, а также рядом медалей. В честь Бувина названа улица в Темрюке. Названа улица в городе-герое Керчь.